# サラミ戦術
サラミ戦術（サラミせんじゅつ、ハンガリー語: szalámitaktika [ˈsɒlɑ̈ːmitɒktikɒ] サラーミタクティカ）は、敵対する勢力群を、まるでサラミを薄くスライスしては食べることでついには全部たいらげてしまうようにして、少しずつ滅ぼしていく戦術・戦法である。また外交手法の一種で、議題や措置を出来るだけ細かく少しずつ出して交渉相手から対価獲得や時間稼ぎを行う手法も指す。サラミ・スライス戦略、サラミ・スライシング戦略とも。比喩を使ってその本質を指し示す用語。
この呼称はソ連の支援で影響力を拡大して、ハンガリー人民共和国のトップまで登りつめたハンガリー共産党の書記局長ラーコシ・マーチャーシュの言葉に由来する。

## 概要
最初に指したハンガリーのラーコシの手法
アラン・ブロックとオリーバ・スタリーブレスが共編した現代思想辞典によると、この用語が初めて登場したのは1940年代後半で、共産主義者のラーコシ・マーチャーシュがハンガリー共産党で発言した造語である。ラーコシはこの場で「（非共産主義者を）サラミをスライスするように殲滅する。」と発言した。彼は反対派にファシスト、ファシストシンパであるとレッテルを貼り、共産主義者とその協力者の独裁体制が完成するまで、まず右翼を、そして中道主義者、左翼の中の意に沿わない者をもスライスしていった。
その後の同様の手法
また、この戦略は1940年代後半から冷戦集結まで東欧、ソ連、中華人民共和国の多くの国家、民主集中的な組織で反対派殺害・除名の手法として国内で実施された。北朝鮮の8月宗派事件、ソ連の大粛清、中国の反右派闘争、文化大革命などの事件・実施前の過程、二月革命から十月革命の過程でレーニンの指導の下で敵対する勢力への対応に用いられた。
領土の奪取とサラミ戦術
この語はイギリスの政治諷刺番組、イエス・プライム・ミニスター第一期第一話、「グランド・デザイン」でも用いられている。この話では、首相の第一の科学諮問員が、「ソビエト連邦はすぐには西欧に攻め込んで来ませんが、土地をスライスするように併合していくでしょう、従って、首相はソビエト連邦を止める為に核兵器のボタンを押さないで下さい。」と言う一節がある。
近年の用法
近年の用法としては北朝鮮や中国の事例がサラミ戦術として指摘される。
北朝鮮の場合は、具体的には交渉の過程で交渉対象を薄く、薄くすることで無意味又は最小限の譲歩・パフォーマンスで時間稼ぎや相手に対価を求めて最大限の効果を得ようとしている

と指摘される。
韓国の民間シンクタンクの峨山政策研究院の安保統一センター長は米朝首脳会談後に核兵器の申告・検証・廃棄を求める非核化案を拒否し、交渉・検証を段階的に細かく分けるようとする北朝鮮の対応をサラミ戦術だと指摘している。
また、中国が南沙諸島などで行った事例もサラミ戦術であると指摘されている。
これは、軍事的・政治的に敵国の領土奪取・攻撃などを有利に進めるため、後に大きな戦略的変化をもたらすことを意図して、ひとつひとつは小さな行動を、時間をかけて積み重ね、ついには既成事実化する戦略
であるとされる。

## ビジネスでの用法
この語はビジネスに於いても、少しずつ、段階を経て、大きな目標を達成しようとする時にも用いられる。
計画的陳腐化という手法がある。（新しいモデルを発表することで元のモデルを次第に「古いもの」という位置づけに格下げしていってしまい、（場合によってはメンテナンスやサポートを徐々に打ち切って）ユーザーが新しいモデルを買わざるを得ない状態に追い込む手法）。
- 自動車業界のモデルチェンジもそのようなもののひとつとして挙げられることがある。

アイルランドのライアンエアーの価格の設定手法も挙げられる。この会社は客（旅客）に対して、航空チケット代として必要な金の全体額を正直に提示するということをせず、たとえば「鞄のチェックイン」「搭乗チケット発行手数料」「クレジットカード利用手数料」「インターネット・チェックイン手数料」などという名目を多数設定して、少しずつ、こまごまと料金を上乗せして、総計で結構な金額を旅客から巻き上げることで有名になった。